# Gripenbergs slott
Gripenbergs slott är ett av Sveriges största träslott, uppfört på 1660-talet i barock och sedan 1964 ett lagskyddat byggnadsminne. Gripenbergs slott ligger utanför samhället Gripenberg i Tranås kommun i Jönköpings län.

## Historik
Byggherre var fältherren greve Carl Gustav Wrangel  och arkitekt var troligen Nicodemus Tessin d.ä., som samtidigt var verksam för Wrangels räkning även på annat håll (Wrangelska palatset och Skoklosters slott). 
Efter Wrangels död hamnade godset snart i andra släkters ägo. I början av 1700-talet köptes det av landshövdingen i Kalmar län Reinhold Rehbinder som flyttade hit 1706. Han avled redan 1709 och godset innehades sedan av hans änka Magdalena Ranck, kallad "Ranckesan". Det ärvdes efter hennes död 1733 av hennes dotter och svärson Gustaf Adolf Witting, och stannade i släkten Witting till 1781, då det köptes av Samuel af Söderling. Han lät 1798 göra det till fideikommiss och testamenterade det till sin dotterson August Söderling Hermelin.

## Byggnader
Slottet består av en bred huvudlänga och tornbyggnader i de fyra hörnen. Det var ursprungligen rödfärgat med grå pilastrar och spåntak. Strax före 1780 försågs den rödfärgade huvudbyggnaden med brädpanel som gulmålades. Mycket av slottets fasta inredning från byggnadstiden försvann, när friherre August Söderling Hermelin på 1820-talet lät genomföra en omfattande renovering. Kvar finns dock målningar gjorda av Anders Björn på 1600-talet. Gripenberg har genom de senaste årens restaureringar delvis återfått sin 1600-talsprägel. Konstnären Olof Hermelin föddes på Gripenberg 1827. Släkten Hermelin innehar fortfarande slottet.
Till anläggningen hör åtta envåningsflyglar som inrymmer bostäder, magasin och bodar. I slottet finns ett omfattande gårdsmuseum. 
Den västra flygeln med säteritak var ursprungligen huvudbyggnad på Mörbylunds säteri men flyttades hit sedan den västra flygeln brunnit ned i början av 1700-talet och Mörbylund blev ladugård under Gripenberg.